# Liste des stations du tramway de Lyon
Pour un article plus général, voir Tramway de Lyon.

Plan des stations du réseau de tramway.

La liste des stations du tramway de Lyon, en France, comprend 103 stations, depuis le 22 novembre 2019.
Pour alléger les tableaux, seules les correspondances avec les transports guidés (métros, funiculaires, tramways, trains, etc.) et les correspondances en étroite relation avec la ligne sont données. Les autres correspondances, notamment les lignes de bus, sont reprises dans les articles de chaque station.

## Ligne T1 (27 arrêts)
|  |   |  | Station                          | Communes desservies | Correspondances |
|  | - |  | -------------------------------- | ------------------- | --- |
|  | ■ |  | Debourg                          | Lyon 7e             | Ligne oui · Ligne MB · Ligne oui · Ligne T6 · Ligne oui · Ligne 34 · Ligne 60 · Ligne 64 · Ligne BRB · Ligne 60                                    |
|  | • |  | ENS Lyon                         | Lyon 7e             | Ligne oui · Ligne 34 · Ligne BRB · Ligne 60 |
|  | • |  | Halle Tony-Garnier               | Lyon 7e             | Ligne oui · Ligne 34 · Ligne BRB · Ligne 60 |
|  | • |  | Musée des Confluences            | Lyon 2e             | (S1 à l'arrêt Confluence - Rambaud) |
|  | • |  | Hôtel de région - Montrochet     | Lyon 2e             | · (mercredi, weekend et jours fériés uniquement) ·                                                                                                 |
|  | • |  | Sainte Blandine                  | Lyon 2e             | Ligne oui · Ligne T2 |
|  | • |  | Place des Archives               | Lyon 2e             | Ligne oui · Ligne T2 · Ligne oui · Ligne 63 · Ligne S1                                                                                             |
|  | • |  | Perrache                         | Lyon 2e             | Cars Région X75 TGV, TER Auvergne-Rhône-Alpes |
|  | • |  | Quai Claude-Bernard              | Lyon 7e             | Ligne oui · Ligne 35 |
|  | • |  | Rue de l'Université              | Lyon 7e             | Ligne oui · Ligne 35 |
|  | • |  | Saint-André                      | Lyon 7e             | |
|  | • |  | Guillotière - Gabriel Péri       | Lyon 7e             | Ligne oui · Ligne MD · Ligne oui · Ligne C9 · Ligne C12                                                                                            |
|  | • |  | Liberté                          | Lyon 3e             | Ligne oui · Ligne C9 |
|  |   |  | Saxe - Préfecture                | Lyon 3e             | Ligne oui · Ligne C4 · Ligne C9 · Ligne C14 |
|  | • |  | Palais de Justice - Mairie du 3e | Lyon 3e             | (à la station Place Guichard) |
|  | • |  | Part-Dieu - Auditorium           | Lyon 3e             | Ligne oui · Ligne C9 · Ligne C13 · Ligne C25 · Ligne oui · Ligne 38                                                                                |
|  | • |  | Gare Part-Dieu - Vivier Merle    | Lyon 3e             | TGV, TER Auvergne-Rhône-Alpes Correspondances à Gare Part-Dieu - Villette : Cars Région X75                                                        |
|  | • |  | Thiers - Lafayette               | Lyon 6e             | · (Dés septembre 2025) · |
|  | • |  | Collège Bellecombe               | Lyon 6e             | Ligne oui · Ligne T4 · Ligne oui · Ligne C16 · Ligne oui · Ligne 27                                                                                |
|  | • |  | Charpennes - Charles Hernu       | Villeurbanne        | Ligne oui · Ligne MA · Ligne MB · Ligne oui · Ligne T4 · Ligne oui · Ligne C2 · Ligne C16 · Ligne C17 · Ligne oui · Ligne 27 · Ligne 37 · Ligne 70 |
|  | • |  | Le Tonkin                        | Villeurbanne        | Ligne oui · Ligne T4 · Ligne oui · Ligne C2 · Ligne oui · Ligne 70                                                                                 |
|  | • |  | Condorcet                        | Villeurbanne        | Ligne oui · Ligne T4 · Ligne oui · Ligne C26 · Ligne oui · Ligne 69                                                                                |
|  | • |  | Université Lyon 1                | Villeurbanne        | Ligne oui · Ligne T4 |
|  | • |  | La Doua - Gaston Berger          | Villeurbanne        | (T6 Dès 2026) |
|  | • |  | INSA - Einstein                  | Villeurbanne        | Ligne oui · Ligne C17 · Ligne C26 |
|  | • |  | Croix-Luizet                     | Villeurbanne        | |
|  | ■ |  | IUT - Feyssine                   | Villeurbanne        | Parc relais |

## Ligne T2 (32 arrêts)
|  |   |  | Station                             | Communes desservies | Correspondances                                                                           |  |
|  | - |  | ----------------------------------- | ------------------- | ----------------------------------------------------------------------------------------- |  |
|  | ■ |  | Hôtel de région - Montrochet        | Lyon 2e             | · (mercredi, weekend et jours fériés uniquement) ·                                        |  |
|  | • |  | Sainte-Blandine                     | Lyon 2e             | Ligne oui · Ligne T1                                                                      |  |
|  | • |  | Place des Archives                  | Lyon 2e             | Ligne oui · Ligne T1 · Ligne oui · Ligne 63 · Ligne S1                                    |  |
|  | • |  | Perrache                            | Lyon 2e             | Cars Région X75 TGV, TER Auvergne-Rhône-Alpes                                             |  |
|  | • |  | Centre Berthelot - Sciences Po Lyon | Lyon 7e             | à l'arrêt Pont Gallieni - Rive Gauche                                                     |  |
|  | • |  | Jean Macé                           | Lyon 7e             | TER Auvergne-Rhône-Alpes                                                                  |  |
|  | • |  | Garibaldi - Berthelot               | Lyon 7e             | Ligne oui · Ligne C12 · Ligne oui · Ligne 35                                              |  |
|  | • |  | Route de Vienne                     | Lyon 7e             | Ligne oui · Ligne C12 · Ligne oui · Ligne 35                                              |  |
|  | • |  | Jet d'Eau - Mendès France           | Lyon 7e             | Ligne oui · Ligne T4                                                                      |  |
|  | • |  | Villon                              | Lyon 8e             | (à l'arrêt Cazeneuve - Berthelot)                                                         |  |
|  | • |  | Bachut - Mairie du 8e               | Lyon 8e             | Ligne oui · Ligne C15 · Ligne C25                                                         |  |
|  | • |  | Jean XXIII - Maryse Bastié          | Lyon 8e             |                                                                                           |  |
|  | • |  | Grange Blanche                      | Lyon 8e             | Cars Région X05 X06 X07                                                                   |  |
|  | • |  | Ambroise Paré                       | Lyon 8e             | Ligne oui · Ligne T5 · Ligne oui · Ligne C8 · Ligne C26                                   |  |
|  | • |  | Desgenettes                         | Lyon 8e             | Ligne oui · Ligne T5 · Ligne T6                                                           |  |
|  | • |  | Essarts - Iris                      | Bron                | Ligne oui · Ligne T5                                                                      |  |
|  | • |  | Boutasse - Camille Rousset          | Bron                | Ligne oui · Ligne T5 · Ligne oui · Ligne C17                                              |  |
|  | • |  | Hôtel de Ville - Bron               | Bron                | Ligne oui · Ligne T5 · Ligne oui · Ligne 24 · Ligne 79                                    |  |
|  | • |  | Les Alizés                          | Bron                | (à l'arrêt Fort de Bron)                                                                  |  |
|  | • |  | Rebufer                             | Bron                | Ligne oui · Ligne C15                                                                     |  |
|  | • |  | Parilly - Université — Hippodrome   | Bron                | Ligne oui · Ligne C15E · Ligne oui · Ligne 52 · Ligne 93                                  |  |
|  | • |  | Europe - Université                 | Bron                |                                                                                           |  |
|  | • |  | Porte des Alpes                     | Saint-Priest        | Ligne oui · Ligne C17 · Ligne oui · Ligne 52 · Ligne 93 · Parc relais                     |  |
|  | • |  | Parc Technologique                  | Saint-Priest        | Ligne oui · Ligne 93                                                                      |  |
|  | • |  | Hauts de Feuilly                    | Saint-Priest        |                                                                                           |  |
|  | • |  | Salvador Allende                    | Saint-Priest        |                                                                                           |  |
|  | • |  | Alfred de Vigny                     | Saint-Priest        | Ligne oui · Ligne 62                                                                      |  |
|  | • |  | Saint-Priest - Hôtel de Ville       | Saint-Priest        | Ligne oui · Ligne C25 · Ligne oui · Ligne 50                                              |  |
|  | • |  | Esplanade des Arts                  | Saint-Priest        | Ligne oui · Ligne C25 · Ligne oui · Ligne 50 · Ligne 62 · Ligne Zi8                       |  |
|  | • |  | Jules Ferry                         | Saint-Priest        | Ligne oui · Ligne C25 · Ligne oui · Ligne 30 · Ligne 50 · Ligne 62 · Ligne 76 · Ligne Zi8 |  |
|  | • |  | Cordière                            | Saint-Priest        |                                                                                           |  |
|  | ■ |  | Saint-Priest - Bel Air              | Saint-Priest        | Ligne oui · Ligne C25 · Ligne oui · Ligne Zi8 · Parc relais                               |  |

## Ligne T3 (13 arrêts)
|  |   |  | Station                          | Communes desservies | Correspondances |
|  | - |  | -------------------------------- | ------------------- | --- |
|  | ■ |  | Gare Part-Dieu - Villette        | Lyon 3e             | Cars Région X75 TGV, TER Auvergne-Rhône-Alpes Correspondances à Gare Part-Dieu - Vivier Merle : |
|  | • |  | Dauphiné - Lacassagne            | Lyon 3e             | Ligne oui · Ligne C11 · Ligne C13 · Ligne C16 · Ligne oui · Ligne 25 · Ligne 69 |
|  | • |  | Reconnaissance - Balzac          | Lyon 3e             | Ligne oui · Ligne C9 · Ligne C26 |
|  | • |  | Gare de Villeurbanne             | Villeurbanne        | (dès 2026) |
|  | • |  | Bel Air - Les Brosses            | Villeurbanne        | Ligne oui · Ligne C17 |
|  | • |  | Vaulx-en-Velin - La Soie         | Vaulx-en-Velin      | Ligne oui · Ligne MA · Ligne oui · Ligne T7 · Ligne RX · Ligne oui · Ligne C8 · Ligne C15 · Ligne oui · Ligne 16 · Ligne 28 · Ligne 52 · Ligne 52E · Ligne 68 · Ligne oui · Ligne N80 · Ligne N83 · Ligne N100 · Ligne oui · Ligne Zi3 · Ligne Zi4 · Ligne Zi5 · Parc relais |
|  | • |  | Décines - Roosevelt              | Décines-Charpieu    | (à l'arrêt Grosso - Roosevelt) |
|  | • |  | Décines - Centre                 | Décines-Charpieu    | Ligne oui · Ligne T7 · Ligne oui · Ligne 57 · Ligne 67 · Ligne 79 · Parc relais |
|  | • |  | Décines - Grand Large            | Décines-Charpieu    | Ligne oui · Ligne T7 · Ligne oui · Ligne 16 · Ligne 57 · Ligne 76 · Ligne 79 · Ligne 85 · Parc relais |
|  | • |  | Meyzieu Gare                     | Meyzieu             | Ligne oui · Ligne 67 · Ligne 85 · Ligne 95 · Parc relais |
|  | • |  | Meyzieu - Lycée Colonel Beltrame | Meyzieu             | (à l'arrêt Meyzieu Centre Aquatique) |
|  | ■ |  | Meyzieu Z.I.                     | Meyzieu             | Cars Région T20 X04 |
|  | ■ |  | Meyzieu - Les Panettes           | Meyzieu             | (Desserte en semaine uniquement) |

## Ligne T4 (29 arrêts)
|  |   |  | Station                         | Communes desservies | Correspondances                                                                                      |
|  | - |  | ------------------------------- | ------------------- | --- |
|  | ■ |  | La Doua - Gaston Berger         | Villeurbanne        | Ligne oui · Ligne T1                                                                                 |
|  | • |  | Université Lyon 1               | Villeurbanne        | Ligne oui · Ligne T1                                                                                 |
|  | • |  | Condorcet                       | Villeurbanne        | , |
|  | • |  | Le Tonkin                       | Villeurbanne        | Ligne oui · Ligne T1                                                                                 |
|  | • |  | Charpennes - Charles Hernu      | Villeurbanne        | , |
|  | • |  | Collège Bellecombe              | Lyon 6e             | , |
|  | • |  | Thiers - Lafayette              | Lyon 6e             | , |
|  | • |  | Gare Part-Dieu - Villette       | Lyon 3e             | , Cars Région X75, TGV, TER Auvergne-Rhône-Alpes Correspondances à Gare Part-Dieu - Vivier Merle : , |
|  | • |  | Archives Départementales        | Lyon 3e             | Ligne oui · Ligne C11                                                                                |
|  | • |  | Manufacture - Montluc           | Lyon 3e et Lyon 8e  | , |
|  | • |  | Lycée Colbert                   | Lyon 8e             | Ligne oui · Ligne C25                                                                                |
|  | • |  | Jet d'Eau - Mendès France       | Lyon 8e             | Ligne oui · Ligne T2                                                                                 |
|  | • |  | Lycée Lumière                   | Lyon 8e             | à la station Villon,                                                                                 |
|  | • |  | États-Unis - Musée Tony Garnier | Lyon 8e             | , |
|  | • |  | Beauvisage - CISL               | Lyon 8e             | , |
|  | • |  | États-Unis - Vivani             | Lyon 8e             | Ligne oui · Ligne 26                                                                                 |
|  | • |  | Joliot Curie - Marcel Sembat    | Vénissieux          | Ligne oui · Ligne 35 · Ligne 79                                                                      |
|  | • |  | La Borelle                      | Vénissieux          | Ligne oui · Ligne 35 · Ligne 79                                                                      |
|  | • |  | Gare de Vénissieux              | Vénissieux          | , , TER Auvergne-Rhône-Alpes                                                                         |
|  | • |  | Croizat - Paul Bert             | Vénissieux          | Ligne oui · Ligne 35 · Ligne 39                                                                      |
|  | • |  | Marcel Houël - Hôtel de Ville   | Vénissieux          | Ligne oui · Ligne C12                                                                                |
|  | • |  | Lycée Jacques Brel              | Vénissieux          | Ligne oui · Ligne C12                                                                                |
|  | • |  | Herriot - Cagne                 | Vénissieux          | Ligne oui · Ligne C12                                                                                |
|  | • |  | Vénissy - Frida Kahlo           | Vénissieux          | |
|  | • |  | Division Leclerc                | Vénissieux          | |
|  | • |  | Maurice Thorez                  | Vénissieux          | Ligne oui · Ligne 60                                                                                 |
|  | • |  | Lénine - Corsière               | Vénissieux          | |
|  | • |  | Darnaise                        | Vénissieux          | |
|  | ■ |  | Hôpital Feyzin Vénissieux       | Feyzin              | , |

## Ligne T5 (12 arrêts)
|  |   |  | Station                    | Communes desservies | Correspondances                                           |
|  | - |  | -------------------------- | ------------------- | --------------------------------------------------------- |
|  | ■ |  | Grange Blanche             | Lyon 8e             | Cars Région X05 X06 X07                                   |
|  | • |  | Ambroise Paré              | Lyon 8e             | Bus en mode C · Ligne C8 · Ligne C26                      |
|  | • |  | Desgenettes                | Lyon 8e             | Tramway de Lyon · Ligne T6                                |
|  | • |  | Essarts - Iris             | Bron                |                                                           |
|  | • |  | Boutasse - Camille Rousset | Bron                | Bus en mode C · Ligne C17                                 |
|  | • |  | Hôtel de Ville - Bron      | Bron                | Bus TCL · Ligne 24 · Ligne 79                             |
|  | • |  | Les Alizés                 | Bron                | Tramway de Lyon · Ligne T2 · Bus en mode C · Ligne C15    |
|  | • |  | De Tassigny - Curial       | Bron                | Bus en mode C · Ligne C15 · Bus TCL · Ligne 24 · Ligne 79 |
|  | • |  | Lycée Jean-Paul Sartre     | Bron                | Bus en mode C · Ligne C15 · Bus TCL · Ligne 52 · Ligne 79 |
|  | • |  | Parc du Chêne              | Bron                | Bus TCL · Ligne 52 · Ligne 79                             |
|  | • |  | Chassieu - ZAC du Chêne    | Chassieu            |                                                           |
|  | ■ |  | Eurexpo                    | Chassieu            | Ligne oui · Ligne N100                                    |

## Ligne T6 (14 arrêts)
|  |   |  | Station                       | Communes desservies      | Correspondances                                                                |
|  | - |  | ----------------------------- | ------------------------ | ------------------------------------------------------------------------------ |
|  | ■ |  | Debourg                       | Lyon 7e                  | Ligne oui · Ligne MB · Ligne oui · Ligne T1 · Ligne oui · Ligne 34 · Ligne 64  |
|  | • |  | Challemel-Lacour - Artillerie | Lyon 7e                  | Ligne oui · Ligne 34 · Ligne 64                                                |
|  | • |  | Moulin à Vent                 | Lyon 8e                  | Ligne oui · Ligne C12 · Ligne oui · Ligne 34                                   |
|  | • |  | Petite Guille                 | Lyon 8e                  | Ligne oui · Ligne 34 · Ligne 35                                                |
|  | • |  | Beauvisage - Pressensé        | Lyon 8e et Vénissieux    | Ligne oui · Ligne C16 · Ligne oui · Ligne 35                                   |
|  | • |  | Beauvisage - CISL             | Lyon 8e                  | Ligne oui · Ligne T4 · Ligne oui · Ligne C16 · Ligne oui · Ligne 26 · Ligne 34 |
|  | • |  | Grange Rouge - Santy          | Lyon 8e                  | Ligne oui · Ligne C25 · Ligne oui · Ligne 34                                   |
|  | • |  | Mermoz - Californie           | Lyon 8e                  | Ligne oui · Ligne C15                                                          |
|  | • |  | Mermoz - Moselle              | Lyon 8e                  | Ligne oui · Ligne C15                                                          |
|  | • |  | Mermoz-Pinel                  | Lyon 8e et Bron          | Cars Région X05 X06 X07                                                        |
|  | ■ |  | Essarts - Laënnec             | Lyon 8e et Bron          | Ligne oui · Ligne 24 · Ligne 1E                                                |
|  | • |  | Desgenettes                   | Lyon 3e, Lyon 8e et Bron | Ligne oui · Ligne T2 · Ligne T5                                                |
|  | • |  | Vinatier                      | Lyon 3e et Bron          | Ligne oui · Ligne C8                                                           |
|  | ■ |  | Hôpitaux Est - Pinel          | Lyon 3e et Bron          | Ligne oui · Ligne C8 · Ligne C9                                                |

## Ligne T7 (5 arrêts)
|  |   |  | Station                  | Communes desservies | Correspondances |
|  | - |  | ------------------------ | ------------------- | --- |
|  | ■ |  | Vaulx-en-Velin - La Soie | Vaulx-en-Velin      | Ligne oui · Ligne MA · Ligne oui · Ligne T3 · Ligne RX · Ligne oui · Ligne C8 · Ligne C15 · Ligne oui · Ligne 16 · Ligne 28 · Ligne 52 · Ligne 52E · Ligne 68 · Ligne oui · Ligne N80 · Ligne N83 · Ligne N100 · Ligne oui · Ligne Zi3 · Ligne Zi4 · Ligne Zi5 · Parc relais |
|  | • |  | Décines - Roosevelt      | Décines-Charpieu    | (à l'arrêt Grosso - Roosevelt) |
|  | • |  | Décines - Centre         | Décines-Charpieu    | Ligne oui · Ligne T3 · Ligne oui · Ligne 57 · Ligne 67 · Ligne 79 · Parc relais |
|  | • |  | Décines - Grand Large    | Décines-Charpieu    | Ligne oui · Ligne T3 · Ligne oui · Ligne 16 · Ligne 57 · Ligne 76 · Ligne 79 · Ligne 85 · Parc relais |
|  | ■ |  | Décines - OL Vallée      | Décines-Charpieu    | Ligne oui · Ligne 85 |

## Ligne Rhônexpress (4 arrêts)
|  |   |  | Station                        | Communes desservies | Correspondances |
|  | - |  | ------------------------------ | ------------------- | --- |
|  | ■ |  | Gare Part-Dieu - Villette      | Lyon 3e             | , TGV, TER Auvergne-Rhône-Alpes Correspondances à Gare Part-Dieu - Vivier Merle : , Correspondances à Thiers-Lafayette : , |
|  | • |  | Vaulx-en-Velin - La Soie       | Vaulx-en-Velin      | , |
|  | • |  | Meyzieu Z.I.                   | Meyzieu             | , |
|  | ■ |  | Aéroport de Lyon-Saint-Exupéry | Colombier-Saugnieu  | Aéroport de Lyon-Saint-Exupéry, TGV, Gare routière                                                                         |